# (5590) 1990 VA
(5590) 1990 VA ist ein Erdnaher Asteroid des Aten-Typs, der am 9. November 1990 im Rahmen des Spacewatch-Projekts vom Kitt-Peak-Nationalobservatorium aus entdeckt wurde. Sein Perihel liegt mit 0,71 AE innerhalb der Umlaufbahn der Venus.